# Леордоая (Калараський район)
Леордоая (рум. Leordoaia) — село у Калараському районі Молдови. Входить до складу комуни, адміністративним центром якої є село Гиржаука.

## Населення
За даними перепису населення 2004 року у селі проживала 371 особа.
Національний склад населення села:
| Національність   | Кількість осіб | Відсоток   |
| ---------------- | -------------- | ---------- |
| молдавани румуни | 334 7          | 90,0% 1,9% |
| українці         | 24             | 6,5%       |
| росіяни          | 6              | 1,6%       |
| Всього           | 371            | 100%       |